# Глемзер, Бернард
Бернард Глемзер (англ. Bernard Glemser; 20 мая 1908, Лондон — 3 апреля 1990, Нью-Йорк) — англо-американский писатель, работал в различных жанрах, в том числе научной фантастики, писал документальные и научно-популярные книги для детей.
Писал также под псевдонимами Роберт Крэйн (Robert Crane), Джеральдин Нэпьер (Geraldine Napier).

## Биография
Во время Второй мировой войны был офицером разведки Британских Королевских ВВС, работал несколько лет в Соединенных Штатах выполняя поручения правительства Великобритании. Позже посвятил себя только писательской деятельности и переехал в США. Первый роман автора «Любовь друг к другу» (Love for Each Other), рассказывающий о жизни одной британской семьи перед Второй мировой войной, был опубликован в 1946 году. Среди других его романов «Gallery of Women» (1957), о противоречивой женской любви; «Girl on the Wing» (1960), о стюардессах; и «The 60th Monarch» (1974). По его роману «Небесные девушки» (Girl on the Wing) (повторно роман был переиздан как Fly Girls), был снят фильм-комедия «Come Fly With Me» (1963).
Псевдонимом Роберт Крэйн Глемзер подписывал свои научно-фантастические произведения, в частности «Пурпурные поля» (1953)(рус. перевод, издано впервые на русском языке в 1967 г. в Библиотеке современной фантастики, т. 10), «Прогулка героя» (1954).
Под женским именем Джеральдин Нэпьер создавал романтические новеллы.
Глэмзер написал документальный роман «Человек против рака» (1969) основываясь на своих беседах-интервью с известными учеными-медиками, исследователями рака. Глэмзер написал ряд научно-популярных книг для детей, а его работы «Все о человеческом теле» и «Все о биологии» были переведены на многие языки мира и распространялись в странах Африки, Азии и Ближнего Востока по образовательным программам ЮНЕСКО.

## Избранные произведения
- Astonished Father — 1945
- Любовь друг к другу (Love for Each Other) — 1946
- Night’s Yawning Peal — 1952
- The Purple Fields (1953) /под псевдонимом Роберт Крэйн/
- Прогулка героя (Hero`s Walk) — 1954 /роман под псевдонимом Роберт Крэйн/
- The Female — 1955
- Gallery of Women — 1957
- Girl on the Wing — 1960
- Человек против рака (Man Against Cancer) — 1969 /документальный роман/
- The 60th Monarch — 1974
- Все о человеческом теле (All About the Human Body)
- Все о биологии (All About Biology)